# Мојо дела Чивитела
Мојо дела Чивитела (итал. Moio della Civitella) је насеље у Италији у округу Салерно, региону Кампанија.
Према процени из 2011. у насељу је живело 1611 становника. Насеље се налази на надморској висини од 536 м.

## Становништво
| 1931. | 1936. | 1951. | 1961. | 1971. | 1981. | 1991. | 2001. | 2011. |
| ----- | ----- | ----- | ----- | ----- | ----- | ----- | ----- | ----- |
| 2.064 | 2.211 | 2.386 | 2.232 | 2.021 | 1.756 | 1.802 | 1.823 | 1.856 |